# カタンガ州列車脱線事故
カタンガ州列車脱線事故（カタンガしゅうれっしゃだっせんじこ）は、2014年4月22日にコンゴ民主共和国カタンガ州のカトンゴラ橋付近で貨物列車が脱線した事故である。事故当時多くの人々が違法に乗車していた。この事故で48人が死亡し160人が負傷した。

## 背景
コンゴ民主共和国の鉄道網は整備が不十分で、数年間にわたる紛争で荒廃した。同国の鉄道の大半は植民地時代に建設され、設備が更新されたのはベルギーによる統治が終了した1960年からは数回で、最近では世界銀行が資金を提供している。公共鉄道会社のコンゴ国鉄 (SNCC) の従業員は、しばしば利益を上げるために違法に乗車券を販売しており、地域間を移動するために単純に列車の車体の外に乗る客もいる。過重積載や整備不良により、かなり頻繁に列車事故が発生しており、2007年には西カサイ州で貨物列車が脱線して100人以上が死亡した。

## 事故概要
2014年4月22日の10時から11時（現地時間、8:00–9:00 UTC）のいつか、コンゴ民主共和国カタンガ州カミナ発東カサイ州ムワンヌ・ディトゥ行きの貨物列車がカミナから65キロ北のカトンゴラ橋付近で脱線した。機関車2台と貨車15両（19両中）が脱線した。
旅客列車ではないにもかかわらず、事故当時多くの人々が乗っていた。目撃者によれば、車両の中も屋根も人であふれかえっていた。事故は朝に発生したが、救助隊が現場に到着したのは夕方になってからであった。残骸の下敷きになった人々を救出するために陸軍の医療班やMONUSCOの隊員が派遣され、特殊なクレーンも使用された。当初は死者63人と報告されたが、後に48人に訂正された。負傷者は160人で12人は重傷であった。

## 原因
初期の調査で制限速度時速40キロのところを時速60キロで走行していた可能性が浮上した。列車は十分に減速できずに曲線に進入し脱線した。政府のスポークスマンによれば、エンジン故障により加速していたようである。